# Camilo Benzi
Camilo Carlos Benzi Pérez (* 23. Juni 1957 in Villa Alemana) ist ein ehemaliger chilenischer Fußballspieler. Der Stürmer wurde 1976 chilenischer Meister.

## Karriere
Camilo Benzi spielte von 1975 bis 1987 bei verschiedenen Klubs in Chile. Bei seiner ersten Profistation Everton feierte der Offensivakteur mit der Meisterschaft 1976 seinen größten Erfolg. Während seiner Karriere blieb er nie länger als zwei Jahren bei einem Klub, wechselte sehr häufig. 1987 beendete er seine Spielerlaufbahn beim CD Iván Mayo.

## Erfolge
Everton
- Primera División: 1976